# إنتيسا سان باولو
انتيسا سان باولو هي مجموعة مصرفية إيطالية ناتجة عن اندماج بانكا إنتيسا وسان باولو أي إم أي ومقرها في، تورينو ، إيطاليا. في عام 2014 ، كانت أكبر مجموعة مصرفية في إيطاليا من حيث القيمة السوقية، والثانية من حيث إجمالي الأصول.   كما شهد البنك نمواً في السوق الدولية، حيث تركز في أوروبا الوسطى والشرقية والشرق الأوسط وشمال إفريقيا . 
عندما تم تشكيلها في عام 2007 أنها تفوقت يونيكريديتو كأكبر بنك في إيطاليا مع 13 مليون من العملاء وقيمتها 690 مليار دولار الأصول.  بحلول عام 2010 ، نمت أصولها إلى 877.66 مليار دولار أمريكي، لتحتل المرتبة 26 في قائمة فوربس جلوبال 2000 .   تعتبر الشركة أحد مكونات مؤشر سوق الأسهم يورو ستوك 50 .  في أغسطس عام 2018 ، أطلقت انتيسا سان باولو محفظة رقمية مدفوعة الثمن من اكس ام أي.  

## التاريخ
بانكا إنتيسا و سان باولو أي إم أي ، البنكان اللذان اندمجا في عام 2007 لإنشاء انتيسا سان باولو ، كانا نتاج العديد من عمليات الدمج.  اندمجت كاريبولو و بانكو أمبروسيانو فينيتو في عام 1998 لتشكيل بنكا انتيسيا. في العام التالي، انضم بانكا كوميرشال إيطاليانا إلى المجموعة. ولدت سان باولو في عام 1998 بعد دمج المعهد سان باولو دي تورينو المصرفي، والمتخصصة في الخدمات المصرفية للأفراد، و (معهد موبيليتي الإيطالي) ، وهو بنك استثماري.

### بانكا إنتيسا
. 
.  

#### بانكا كوميرشال إيطاليانا

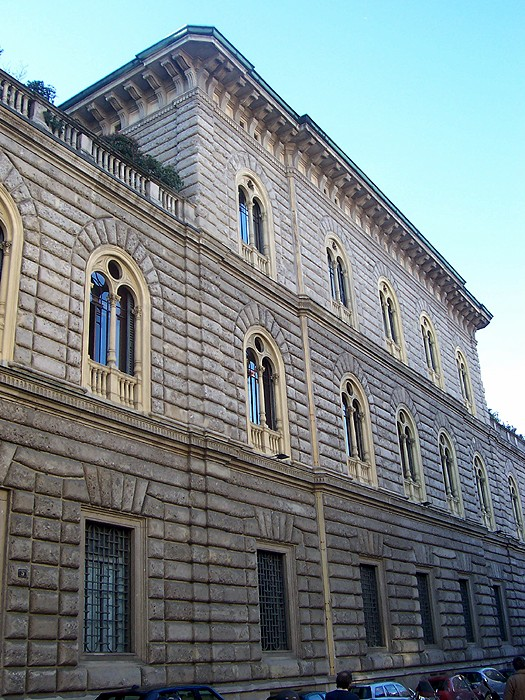
إنتيسا سان باولو المقر الرئيسي ، ميلانو

.  

### سان باولو
. 

## المساهمين الرئيسيين
المساهمون أكثر من 3٪
| المساهم           | حصة (٪ من الأسهم العادية) |
| ----------------- | ------------------------- |
| شركة سان باولو    | 9.888٪                    |
| فوندازيون كاريبلو | 4.680٪                    |

## حوكمة الشركات
لديه نظام حوكمة الشركات من مستوى واحد يتولى فيه مجلس الإدارة وحده مسؤولية الإشراف الاستراتيجي والرقابة. يتم تنفيذ الواجب الأخير من قبل لجنة الرقابة الإدارية بدلاً من مجلس الإدارة نفسه. اعتمد البنك هذا النظام أحادي الطبقة في أبريل 2016 ، ليحل محل الهيكل السابق ذي المستويين . في السابق، مارس مجلس الإشراف مهام الرقابة والإدارة الإستراتيجية، في حين أشرف مجلس الإدارة على إدارة أعمال الشركة. تم تعيين مجلس الرقابة من قبل المساهمين في اجتماعهم السنوي. أشرف على الأنشطة التي قام بها مجلس الإدارة، وعلى وجه الخصوص، وافق على المبادرات الاستراتيجية الرئيسية التي اقترحها مجلس الإدارة. عين مجلس الإدارة أحد أعضائه ليكون الرئيس التنفيذي.  

### مجموعة مخرجين
تم تعيين الأعضاء في 27 أبريل 2016 للسنوات المالية التالية: 2016 و 2017 و 2018.
| موضع                           | اسم                   |
| ------------------------------ | --------------------- |
| رئيس                           | جيان ماريا جروس بيترو |
| نائب الرئيس                    | باولو أندريا كولومبو  |
| العضو المنتدب والرئيس التنفيذي | كارلو ميسينا          |
| مدير                           | برونو بيككا           |
| مدير                           | روسيلا لوكاتيلي       |
| مدير                           | جيوفاني كوستا         |
| مدير                           | ليفيا بومودورو        |
| مدير                           | جيوفاني جورنو تيمبيني |
| مدير                           | جورجينا جالو          |
| مدير                           | فرانكو سيروتي         |
| مدير                           | جيانفرانكو كاربوناتو  |
| مدير                           | فرانشيسكا كورنيلي     |
| مدير                           | دانييلي زامبوني       |
| مدير                           | ماريا مازاريلا        |
| مدير                           | ماريا كريستينا زوبو   |
| مدير                           | إدواردو جافيو         |
| مدير                           | ميلينا تيريزا موتا    |
| رئيس لجنة الرقابة الإدارية     | ماركو مانجيالي        |
| مدير                           | البرتو ماريا بيساني   |

## معلومات مالية
الجدول مع مقارنة الأداء المالي على مدى السنوات الماضية.
| عام  | الدخل الصافي (مليون يورو)                                      | إجمالي الأصول (مليون يورو) | إجمالي حقوق الملكية (مليون يورو) |
| ---- | -------------------------------------------------------------- | -------------------------- | -------------------------------- |
| 2017 | 7,354 (مع 3.500 مليار إيرادات لمرة واحدة من الحكومة الإيطالية) | 796861                     | 56205                            |
| 2016 | 3111                                                           | 725100                     | 48911                            |
| 2015 | 2739                                                           | 676568                     | 47776                            |
| 2014 | 1251                                                           | 646427                     | 44683                            |
| 2013 | -4550                                                          | 624179                     | 44520                            |
| 2012 | 1605                                                           | 673472                     | 49613                            |
| 2011 | -8190                                                          | 639221                     | 47040                            |
| 2010 | 2705                                                           | 657025                     | 53533                            |
| 2009 | 2805                                                           | 624844                     | 52681                            |
| 2008 | 2533                                                           | 636133                     | 48954                            |

## وحدات العمل
يتم تقسيم عمليات المجموعة إلى 7 أجزاء 
- بانكا دي تريتوريز - إلى حد بعيد القسم الأكبر هو البنك التجاري المحلي للشركة في إيطاليا. الشركات التابعة تشمل Mediocredito Italiano و Banca Prossima و Banca 5.
- الخدمات المصرفية للشركات والاستثمار - يعمل هذا القسم في 29 دولة باعتباره «شريكًا عالميًا» يدعم تطوير المؤسسات المالية، على الصعيدين الوطني والدولي.
- البنوك الفرعية الدولية - موجودة في 10 دول تمتد من وسط أوروبا الشرقية والشرق الأوسط وشمال إفريقيا .
- يشمل قسم التأمين شركات تابعة هي Fideuram Vita و Intesa Sanpaolo Assicura و Intesa Sanpaolo Vita
- تشمل كابيتال لايت بانكس Intesa Sanpaolo Re.O.CO.
- يوريزون كابيتال - أحد أكبر مديري الأصول في إيطاليا [37] الذي يستثمر في أشياء مثل السندات (بما في ذلك الحكومة) والشركات المتداولة علنيًا ويشارك أيضًا في الاقتراض والإقراض قصير الأجل.
- قسم البنوك الخاصة - يضم Intesa Sanpaolo Private Banking ، و Sirefid ، و Intesa Sanpaolo للخدمات المصرفية الخاصة Suisse و Banca Fideuram التي تقدم خدمات المشورة المالية. تم إنشاؤه في عام 1968 كشركة تابعة لـ IMI (اندمجت لاحقًا مع Sanpaolo ثم Banca Intesa لتشكيل الشركة الحالية) بهدف إدارة أعمال الصندوق المتبادل IMI's Luxembourg. في عام 1992 تم دمجها مع شركة أخرى تابعة Manusardi ، وذلك عندما أصبحت Banca Fideuram رسميًا. في عام 1997 ، دخلت الصناعة المصرفية الخاصة، وأصبحت عام 2000 وسيطًا بعد الاستحواذ على الشركة الفرنسية Groupe Wargny (التي تأسست عام 1806 ، وتم بيع بعض أعمال Wargny في عام 2007) ، ثم في عام 2004 ، استحوذت الشركة الأم IMI على أعمال التأمين على الحياة. إن ارتباطها بشركة Frank Russell الأمريكية قد أعطاها موطئ قدم في سوق التخطيط المالي الشخصي. [38] [39]

## الشركات التابعة
بالإضافة إلى وجودها القوي في إيطاليا، فإن المجموعة لها فروع ومكاتب تمثيلية حول العالم. تتحكم المجموعة أيضًا بشكل مباشر في العديد من البنوك الأجنبية، خاصةً في وسط شرق أوروبا والشرق الأوسط وشمال إفريقيا ، حيث يوجد حوالي 1600 فرع ونحو 8.3 مليون عميل يعملون في الخدمات المصرفية للأفراد والخدمات التجارية.  
| انتيسا سان باولو بانكا د بوسنا أنا هرسكوفينا | البوسنة والهرسك |
| بانكا فيدورام                                | إيطاليا         |
| بانكا إنتيسا بيوغراد                         | صربيا           |
| بنك انتيسا سان باولو - (بنك كوبر)            | سلوفينيا        |
| بنك CIB                                      | اليونان         |
| بنك انتيسا سانبولو ألبانيا                   | ألبانيا         |
| بنك الاسكندرية                               | مصر             |
| بنك برافكس                                   | أوكرانيا        |
| بنك انتيس                                    | روسيا           |
| Všeobecná úverová banka                      | سلوفاكيا        |
| Intesa Sanpaolo Romania SA                   | رومانيا         |
| Privredna banka زغرب                         | كرواتيا         |

## معرض صور

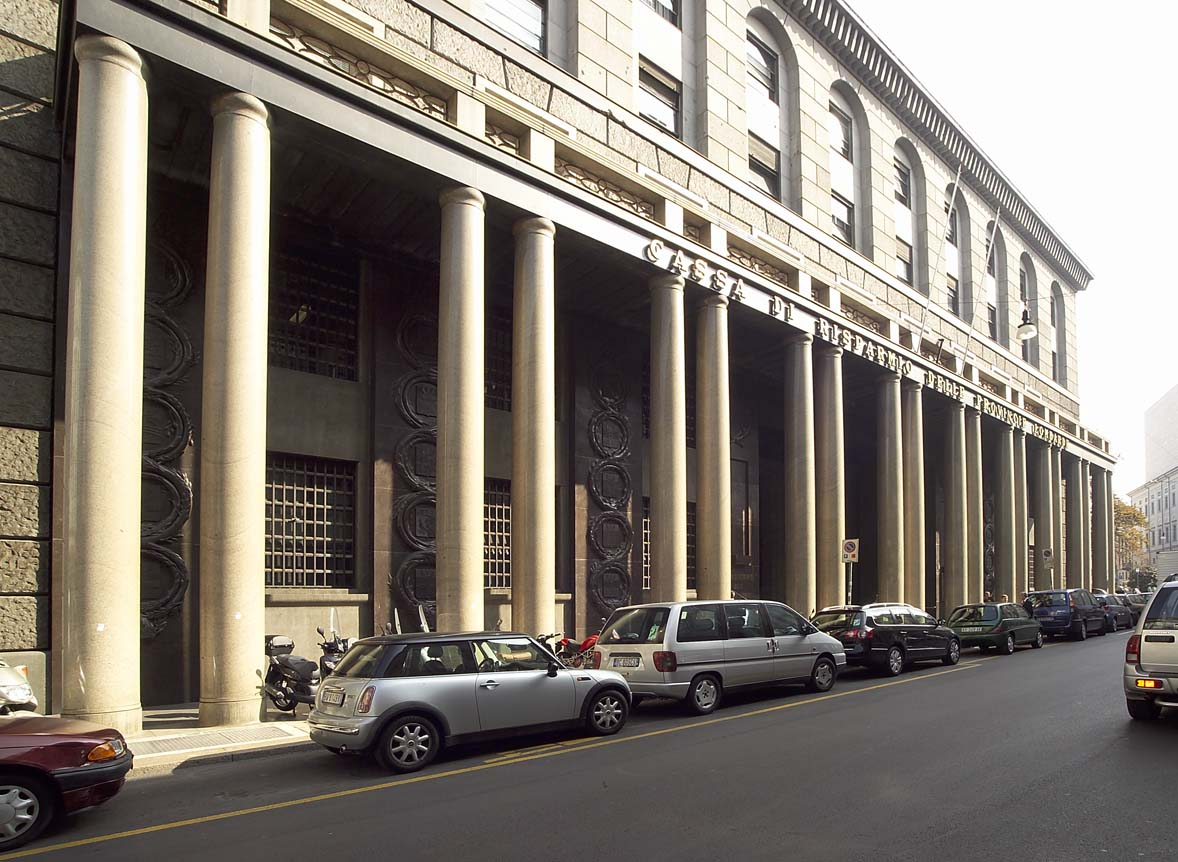
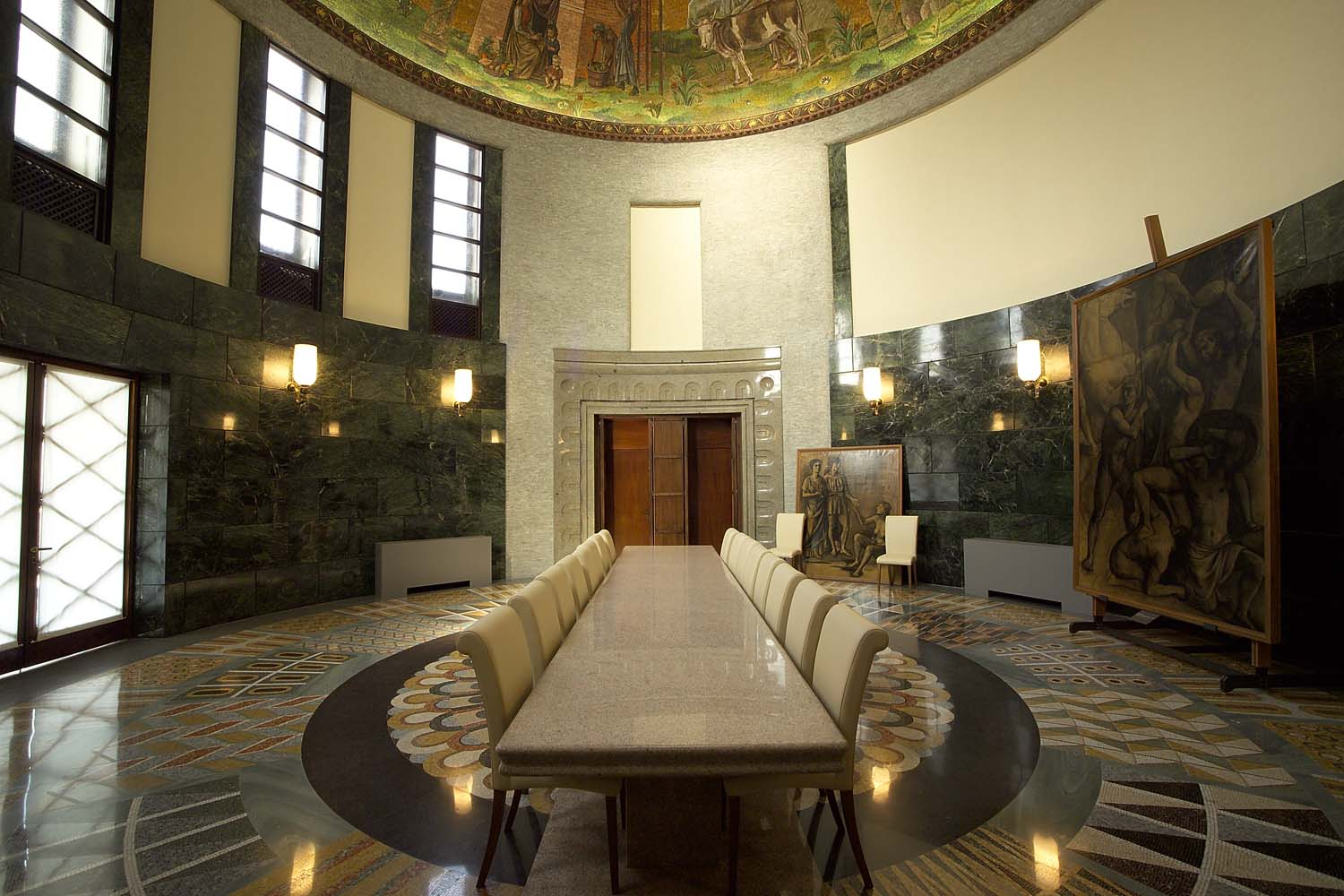
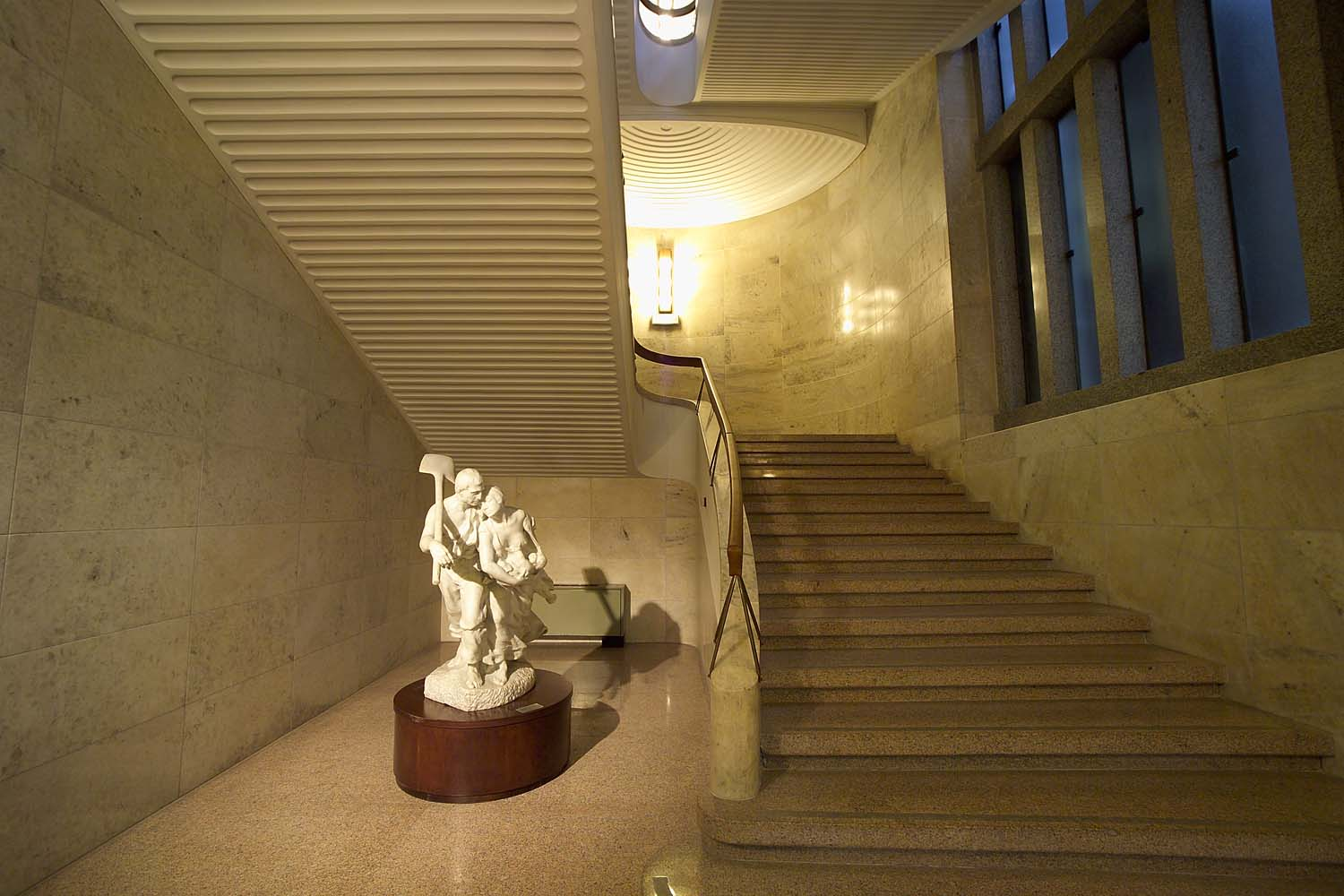
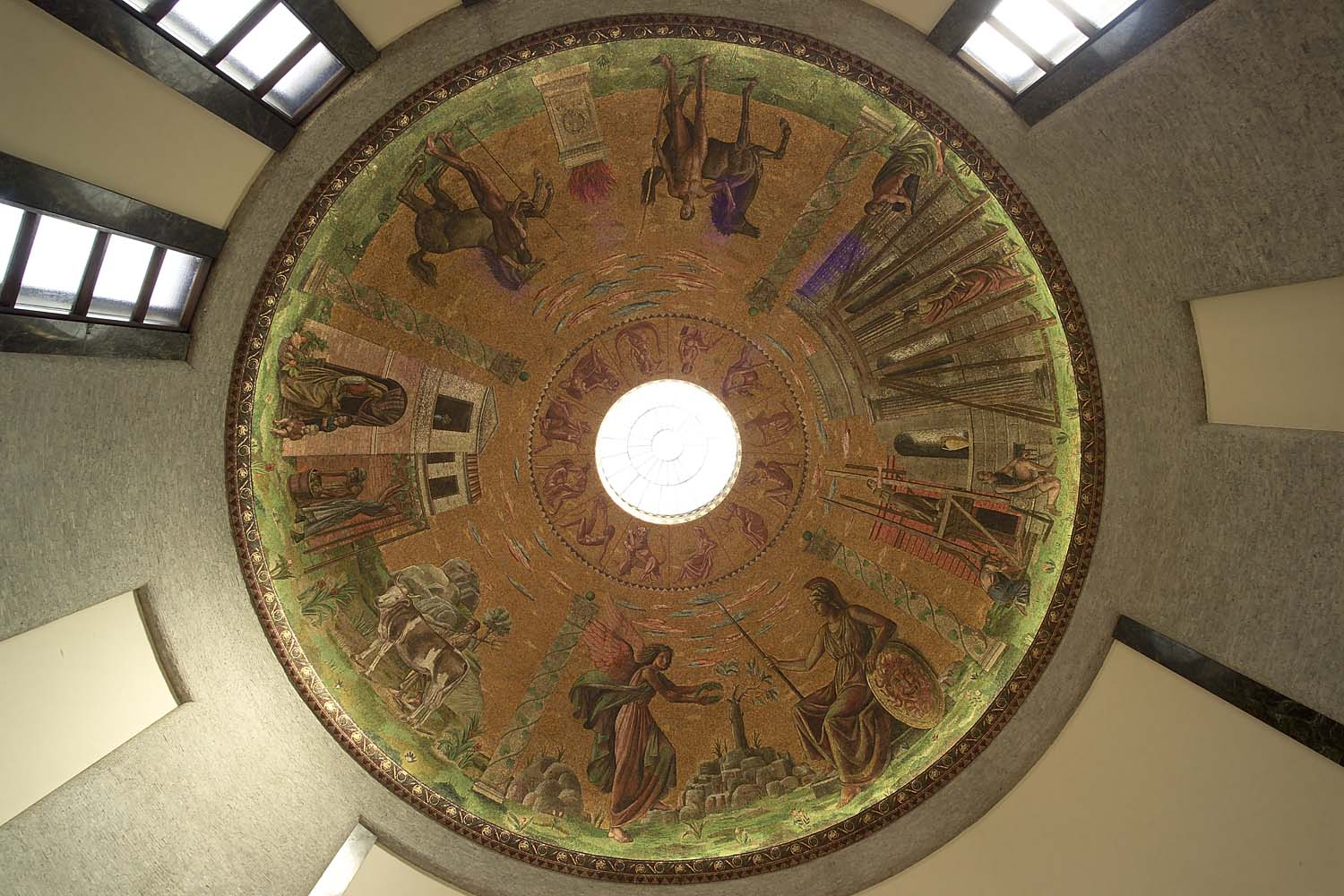
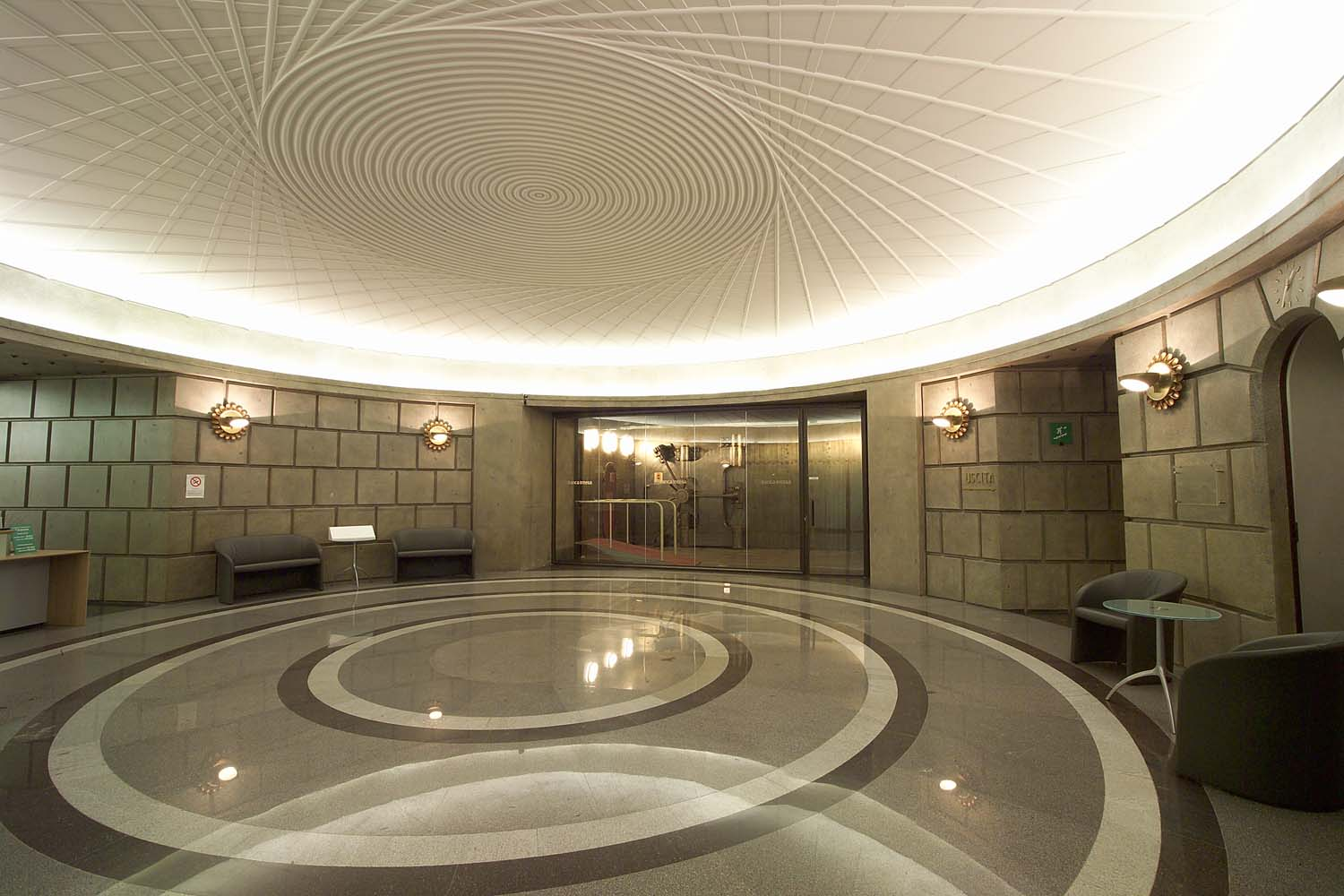

## روابط خارجية
- الموقع الرسمي
- معلومات حول (باللغة الإنجليزية)